# Магазин самогубств (мультфільм)
Магазин самогубств (фр. Le Magasin des suicides) - франкомовний мультфільм режисера  Патріса Леконта, заснований на однойменному романі Жана Теля 

## Сюжет
Французька родина Тюваш багато поколіннь володіє магазином де продає різні засоби для самогубства. Магазин має девіз "Помріть , або ми повернемо вам гроші". Родина складається з батька Мішіми, матері Лукреції, дочки Мерилін та синів Вінсента та Алана , і коли найменша дитина , Алан , трохи підростає - він вирішує припинити батьківський бізнес .

## Актори озвучки
- Бернард Алан - Мішіма
- Ізабель Спейд - Лукреція
- Ізабель Гіам - Мерилін
- Лоран Жендрон - Вінсент
- Ерік Метайєр - психіатр
- Кейсі Моттет Кляйн - Алан

## Відгуки
Веб-сайт зібрання відгуків Rotten Tomatoes повідомив про рейтинг схвалення 71% на основі 7 відгуків із середнім балом 6,5/10 